# Jonas Andersson i Nyland
Jonas Andersson (i riksdagen kallad Andersson i Nyland), född 27 maj 1760, död 2 juni 1817 i Njurunda församling, Västernorrlands län, var en svensk riksdagsman i bondeståndet.
Andersson företrädde nedre landet av Medelpads härad vid riksdagen 1809–1810 och för Medelpads härad av Västernorrlands län åren 1810 och 1812.
Vid riksdagen 1809–1810 var han elektor för bondeståndets utskottsval, ledamot i statsutskottet och statsrevisor. Under 1810 års urtima riksdag var han elektor för bondeståndets utskottsval, ledamot i statsutskottet och i nämnden för val av tronföljare. Den följande urtima riksdagen 1812 såg honom som elektor för bondeståndets utskottsval, ledamot i statsutskottet och statsrevisor. Han var suppleant för fullmäktige i riksbanken och elektorssuppleant för justitieombudsmansvalet.